# The Last Drop of Water
The Last Drop of Water: A Story of the Great American Desert  è un cortometraggio muto del 1911 diretto da D.W. Griffith.

## Trama
Sulla via del West, mentre sta attraversando un deserto, una carovana viene attaccata dagli indiani. Esaurite le scorte, l'ultima speranza per i viaggiatori è che uno di loro riesca a trovare l'acqua che potrà salvarli dal morire di sete.

## Produzione
Il film fu prodotto dalla Biograph Company. Venne girato in California a Lookout Mountain e nel Topanga Canyon, Woodland Hills.

## Distribuzione
Distribuito dalla General Film Company, il film - un cortometraggio di una bobina - uscì nelle sale cinematografiche statunitensi il 27 luglio 1911. Nel 1915, ne venne fatta una riedizione.
La copia ancora esistente della pellicola è stata distribuita dalla Reel Media International e dall'American Mutoscope & Biograph, masterizzata in DVD. Nel 2002, il film - in una versione di 13 minuti - è stato inserito in un'antologia di cortometraggi di Griffith girati per la Biograph dal 1908 al 1914. Uscito sul mercato americano in NTSC, il DVD ha una durata complessiva di 362 minuti.